# Arcanum: Of Steamworks and Magick Obscura
Arcanum: Of Steamworks and Magick Obscura — відеогра в жанрах RPG і стімпанк, випущена компанією Troika Games в 2001 році. Реліз гри в США відбувся 21 серпня 2001 року. Гра створювалася вихідцями з Black Isle Studios: Тімом Кейном, Леонардом Боярським і Джейсоном Андерсоном; і багато в чому продовжує традиції Fallout. З моменту випуску гра потрапила в число бестселерів, але комерційного успіху не мала (в США було продано 234 000 примірників, а загальний прибуток від продажів гри становив 8,8 млн доларів). Це стало однією з причин фінансової кризи Troika Games.
Дія гри розгортається на континенті Арканум — фентезійному світі, де відбувається промислова революція. Історія починається в момент катастрофи дирижабля «Зефір» (англ. IFS Zephyr), після якого в живих залишається тільки протагоніст, якому потім доводиться подорожувати континентом. Гра представлена в ізометричній проєкції і має відкритий ігровий світ, по якому герой і його супутники можуть безперешкодно переміщатися. Під час подорожей гравець відвідує міста, села та інші локації, взаємодіє з місцевими жителями і б'ється з супротивниками. У процесі гри гравцеві стають доступні як магія, так і технічні засоби.
Ігрова преса переважно позитивно відгукувалася про гру. На вебресурсі IGN гра отримала оцінку 8,7 і 24 серпня 2001 отримала звання «Вибір редакції» (англ. Editors Choice). Оглядачі PC Gamer і GameZone привласнили грі 9 балів з 10. Згодом GameZone, як і IGN, також привласнила грі звання «Вибір редакції». Оглядачем The Electric Playground Arcanum була названа «найбільш різноманітною і відкритою рольовою грою на цей час». Середній бал гри на агрегаторах GameRankings і Metacritic становив 77,93 % і 81 % відповідно.
У країнах СНД гра офіційно не видавалася, всі наявні переклади російською — робота піратів або ентузіастів, як-от Фаргус Мультимедіа, 7 Wolf, Російський проект (рос. Русский проект), 8Bit і Torum Media. 31 жовтня 2014 року було випущено збірку з переробленим перекладом спільного виробництва Arcanum Club і Arcane Coast.

## Ігровий процес
Ігровий процес Arcanum складається з подорожей ігровим світом, відвідуванням локацій, взаємодії з місцевим населенням і сутичок із супротивниками. Деякі місцеві мешканці можуть попросити героя виконати завдання, яке гравець може прийняти, щоб як нагороду за його виконання отримати особливі предмети чи очки досвіду. Багато квестів передбачають різні варіанти вирішення: бій, переконування, крадіжка чи підкуп. Під час виконання побічних завдань перед гравцем часто постає моральна дилема. За виконання деяких квестів гравець може отримати очки долі (англ. Fate Points), що поліпшують можливості персонажа. Гравцеві доступний поділений на розділи журнал, до якого автоматично заноситься отримувана протягом гри інформація: чутки, дані про додаткові завдання, про поранення головного персонажа, його біографія та ін. Ключові моменти у вирішенні поставлених завдань впливають на майбутнє світу, яке буде показане по завершенню гри у вигляді слайд-шоу з коментарями. У грі використовуються відеоролики формату FMV.
Протягом гри до героя можуть долучитися інші персонажі. Загалом можна зібрати до п'яти супутників без урахування істот, які викликаються, та персонажів під закляттям контролю розуму. Під час мандрів гравцеві доведеться битися з ворожими істотами. Подорожуючи картою світу, гравець може знаходити багато другорядних локацій, у яких знаходяться різні персонажі та предмети.  Бої можуть відбуватися як в режимі реального часу, так і в покроковому режимі. Існує можливість мережевої гри, причому як локальною мережею, так і на ігровому сервісі WON. Для багатокористувацької гри використовуються «модулі» — короткі пригоди зі власними картами, персонажами та квестами, розробленими спеціально для онлайн-гри.

### Бойова система
У гру було включено три бойові режими: режим реального часу, покроковий режим і прискорений покроковий режим. Гравець має змогу перемикання між режимами безпосередньо під час бою. Бойові здібності персонажа багато в чому залежать від його навичок і екіпірованої зброї. До бойових навичок, які персонаж може розвивати, відносяться володіння зброєю ближнього бою (а також здібність удару з-за спини), метальною зброєю, луком, вогнепальною зброєю та бойовими заклинаннями відповідних шкіл магії. У грі присутній показник утоми (англ. Fatigue), який зменшується при скоєнні дій під час бою. В разі онулення цього показника персонаж втрачає свідомість. Використання магічних заклинань також виснажує показник утоми: що потужніше закляття, тим більше сил витрачається для його промовляння. Жорстокі вчинки головного персонажа іноді мають наслідки з боку його супутників. Якщо союзник вважатиме його дії аморальними, то він може покинути групу чи напасти на гравця. Гравець може управляти лише головним персонажем, супутники чинять самостійно. Тим не менше, гравець має змогу віддавати супутникам команди, наприклад, наказати їм очікувати, напасти чи триматися на відстані.

### Рольова система
Гра розпочинається зі створення персонажа, для якого гравець визначає расу, характеристики, технологічні вміння, магічні здібності та навички. Спочатку персонаж отримує п'ять очок для розподілу. Є можливість обрати одного з 12 раніше створених персонажів. У грі відсутні класи персонажів. Під час створення нового персонажа для нього можна вказати рису характеру, яка визначить його переваги та недоліки (наприклад, риса «Вирощений приборкувачами змій» збільшує опір до отрут, але знижує параметр «Краса»). Деякі риси доступні лише деяким расам (наприклад, напівогри можуть мати рису «Визволений особистий охоронець»). Окрім того, на параметри героя впливають «благословення», які можна отримати від персонажів протягом гри. До первинних характеристик персонажа відносяться: сила (англ. Strength), статура (англ. Constitution), спритність (англ. Dexterity), краса (англ. Beauty), інтелект (англ. Intelligence), воля (англ. Willpower), сприйняття (англ. Perception) та харизма (англ. Charisma). Протягом ігрового процесу після знищення супротивників або виконання квестів ігровий персонаж накопичує досвід. При отриманні кожного наступного рівня розвитку персонаж отримує одне очко розвитку, яке гравець може витратити на підвищення характеристик, покращення навичок, підвищення рівня здоров'я або на вивчення нового заклинання чи технологічної здібності. При досягненні кожного п'ятого рівня персонаж отримує два очки. Максимальний рівень розвитку персонажа обмежено 50.
Деякі персонажі мають спеціалізацію або в магії, або в технології. Герой, який спеціалізується в технології, здатен створювати зброю, амуніцію та інші предмети за допомогою різних компонентів; а магічний шлях розвитку дозволяє персонажу використовувати різні заклинання. Ступінь наближення персонажа до магії чи до технології визначає параметр схильності (англ. Aptitude), від якого, у свою чергу, залежить ставлення до нього магів і технологів, а також потужність заклинань. Окрім того, схильність залежить від співвідношення вивчених персонажем заклинань і технологічних схем — збільшення показника технологічної навички підвищує схильність у бік технології, вивчення ж нового заклинання розвиває магічний потенціал героя. Очки розвитку, витрачені на збільшення значення характеристики чи навички, на схильність не впливать. У грі можна знайти сторонні схеми (загалом їх 56), вивчення яких дозволяє створювати нові предмети на основі створених. Зазвичай це вимагає певних знань одразу у двох дисциплінах.
Витративши очко досвіду на підвищення навички, персонаж збільшує її на 20 %, для підвищення навички також необхідне певне значення однієї з первинних характеристик (6, 9, 12, 15 і 18), без якого підвищення неможливе. Протягом підвищення навички є можливість стати учнем (англ. Apprentice), експертом (англ. Expert) і майстром (англ. Master) цієї навички, що дає додаткові бонуси. Для цього потрібно знайти вчителя відповідної навички та заплатити йому, а для отримання ступеню майстра — виконати завдання. Всі навички поділені на чотири групи — бойові, соціальні, злодійські та технологічні. Вся магія у грі поділяється на 16 шкіл по п'ять заклинань у кожній (усього у грі 80 заклинань). У грі також представлено вісім технологічних дисциплін по сім схем у кожній.

## Сюжет

### Ігровий світ
Дія гри відбувається в Арканумі — континенті, з усіх боків оточеному водою. Ігровий світ складається з материка та чотирьох навколишніх острова. Про історію цього світу у грі розповідається дуже мало. Світ населений різними расами: людьми, ельфами, гномами, карликами, напівросликами, орками, ограми та різними дикими тваринами. Гравець може обрати персонажа раси людей, ельфів, гномів, карликів і напівросликів, або же змішаної раси, серед яких напівельфи, напіворки та напівогри. Територію континенту розділено між кількома політичними силами. Єдине королівство (англ. Unified Kingdom), до складу якого входять міста Тарант (англ. Tarant) і Ешбері (англ. Ashbury), є технологічно найрозвиненішим. Тарант є промисловим центром Аркануму, основні райони міста сполучено між собою системою підземної залізниці. Занепале королівство Камбрія (англ. Cumbria) складається з Дернхолма (англ. Dernholm) та Чорного Кореня (англ. Black Root). Королівство Арланд (англ. Arland), яке простягається від Каладона (англ. Caladon) до Роузборо (англ. Roseborough)) — невелика, але квітуча держава. У найбільшому на континенті Мерехтливому лісі (англ. Glimmering Forest) розташовані місто лісових ельфів Кінтарра (англ. Quintarra) та місто темних ельфів Т'сен-Анг (англ. T'sen-Ang). У горах мешкають клани гномів: клан Чорної Гори (англ. Black Mountain Clan), клан Каменотеса (англ. Stonecutter Clan), клан Колеса (англ. Wheel Clan) та Залізний клан (англ. Iron Clan).
В Арканумі з сивої давнини головувала магія й надприродні сили, але після винайдення парової машини розпочалося зростання промисловості та винахідництва. Поступово технологія почала витісняти магію. З'ясувалося, що магія та технологія не можуть співіснувати: магічний вплив хаотично змінює закони природи, що унеможливлює використання машин спільно з магією. При цьому не було знайдено жодних закономірностей у цих змінах, як і способів екранування магічного впливу. Тому будь-який вплив магії спричиняє абсолютно непередбачувану поведінку будь-яких механічних та електричних механізмів, що зазвичай призводить до псуванню останніх. Дихотомію магії та технології було позначено за основу всього сюжету гри.

### Історія
Початком гри слугує аварія дирижабля «Зефір» (англ. IFS Zephyr), який летів із Каладона в Тарант. Дирижабль було збито напівограми, на озброєнні яких знаходилися літаки. Головний герой гри виявився єдиним уцілілим пасажиром дирижабля. На землі він виявив карлика, який перед смертю передав йому каблучку та незв'язно застеріг про прихід Зла до цього світу. Незабаром після цього коло уламків дирижабля з'являється чоловік на ім'я Вірджил (англ. Virgil, цей персонаж є посиланням до «Божественної комедії» Данте). Він називає протагоніста «Тим, що живе» (англ. The Living One, рос. Живущий) та пропонує вирушати до Туманних Пагорбів (англ. Shrouded Hills) і зустрітися зі старійшиною Йоахімом (англ. Joachim). На тілі померлого карлика виявляється паспорт на ім'я Престона Редкліффа. Прибувши до таверни Туманних Пагорбів, герой виявляє там два трупи і записку від Йоахіма з рекомендацією рухатися до Таранту. В крамаря на ім'я Рістецце (англ. Ristezze) герой дізнається, що про каблучку, яку йому передав Престон Редкліфф, варто розпитати представників компанії «П. Скайлер і сини» (англ. P. Schuyler & Sons), розташованій в Таранті. Після перетину мосту на героя нападає карлик, який раніше, представлявся Вільямом Редкліффом, братом Престона. Після вбивства на його тілі виявляється записка з наказом убити всіх уцілілих після аварії «Зефіра».
В Таранті герой відвідує телеграфну станцію, де отримує телеграму від Йоахіма. Той повідомляє, що намагається отримати детальну інформацію про людей, які напали на головного героя, і призначає місце зустрічі в поселенні Тихі Води (англ. Stillwater). Коло входу до компанії «П. Скайлер і сини» стоїть гном Магнус, який може приєднатися до головного героя. Увійшовши до підземелля будинку, герой виявляє, що його було побудовано на похованні гномів, які тепер перетворилися на зомбі. Після зустрічі з братами Скайлерами стає відомо про те, що власником каблучки є чоловік на ім'я Гілберт Бейтс. Бейтс розповідає героєві про свою дружбу з гномом на ім'я Стеннар, відомим героєві як Престон Редкліфф. Він просить обшукати шахти зниклого клану Чорної Гори та повідомити йому про результати.
В печерах клану Чорної Гори герой знаходить гнома Гадманда, котрий розповідає про вигнання клану на Острів Відчаю (англ. Isle of Despair), та звинувачує в цьому клан Колеса, представники якого погодилися співпрацювати з ельфами. Повернувшись до Бейтса й розповівши йому про те, що сталося, герой отримує нове завдання — вирушити на Острів Відчаю та продовжити пошуки клану там. На острові герой зустрічається зі гномом Торвальдом, який повідомляє, що клану Чорної Гори на острові ніколи не було, й радить продовжити пошуки безпосередньо у клані Колеса. В печерах клану Колеса герой зустрічає Рендвера, сина короля гномів. Той розповідає, що його батько покинув свій народ, вважаючи себе винним у тому, що не завадив вигнанню клану Чорної Гори. Король Лугаїр усе ще знаходиться в печерах клану Колеса. Знайшовши його, герой намагається переконати його повернутися до свого народу та дізнається про ельфійське місто Кінтарру.
Згодом герой прибуває до селища Тихі Води, де йому раніше призначив зустріч старійшина Йоахім. У таверні герой отримує книгу та записку від Йоахіма, а місцезнаходження Кінтарри він дізнається від ельфа Мірта. Прибувши до міста, головний персонаж домагається аудієнції у провісниці Срібної Леді. Її пророцтва виявляються невизначеними, проте дочка провісниці Рейвен прояснює більшу їх частину. Героєві належить відшукати місто темних ельфів і знайти ельфа на ім'я Мін Горад, про якого раніше казав Лугаїр. Прибувши до міста темних ельфів Т'сен-Анг, герой з'ясовує, що Мін Горад — жінка. Вона пояснює, що саме темні ельфи найняли вбивць, аби вбити Стеннара, а потім і головного героя. А клан Чорної Гори було вигнано до деякого потойбічного місця — Порожнечі. Герой повертається до Срібної Леді й отримує завдання відшукати Насреддіна, котрий наразі знаходиться на острові Танатос (англ. Tanatos). Насреддін розповідає про свого сина Арронакса, котрий знищив місто Вендігрот (англ. Vendigroth) і за це його було вигнано до Порожнечі. Темні ельфи продовжували поклонятися Арронаксові й заманили клан Чорної Гори до Порожнечі, щоб його гноми створили пристрій, який би дозволив Арронаксові повернутися. Насреддін доручає героєві знайти особливий пристрій, за допомогою якого можна здолати Арронакса. Знайшовши пристрій, герой повертається до Насреддіну, і той переносить його в Порожнечу. Там герой знаходить Арронакса і з'ясовує, що той сам є полоненим некроманта Кергана. Темні ельфи вважали, що допомагали Арронаксові, а фактично сприяли Керганові у пошуках виходу з Порожнечі. Арронакс розкаявся у скоєному і готовий допомогти головному героєві. Діставшись замку, герой зустрічається з некромантом. Керган пропонує головному персонажеві приєднатися до нього. Якщо гравець погодиться, Керган врешті-решт повернеться до світу Арканума і знищить все живе. У випадку відмови почнеться поєдинок з Керганом, після перемоги в якому герой рятує Арканум від знищення.

## Розробка
|                      | Ми дуже задоволені, що нам вдалося створити такий світ. Він неймовірно деталізований та цікавий, і ми гадаємо, що він сподобається гравцям. |
| — Леонард Боярський, | |

У створенні гри Arcanum брали участь Джейсон Андерсон, Леонард Боярський і Тім Кейн, які раніше розробляли гру Fallout. Після виходу Fallout і початку розробки Fallout 2 вони втрьох покинули компанію Interplay та заснували власну ігрову студію під назвою Troika Games, дебютним проектом якої стала гра Arcanum. Розробники вирішили не вдаватися до проектування футуристичного сетингу, як це було при розробці Fallout, а відразу визначили жанр майбутньої гри як фентезі. Першим цю ідею запропонував Тім Кейн. Маючи намір створити дещо оригінальне, несхоже на вже наявні фентезі-ігри, вони за пропозицією Леонарда Боярського обрали як час дії XIX століття (серед можливих варіантів розглядалися XIV і XVIII століття). Так було створено сетинг, у якому співіснують технічний прогрес і школи магії. Рольовою системою було обрано змінений та оновлений варіант системи SPECIAL. За словами Боярського, загальну концепцію гри вдалося розробити протягом однієї години. Він також розповідав, що команді розробників видалося захоплюючим створення протилежності (як фізичної, так і психологічної) між магією та технологією. Творці мали намір розробити гру так, аби гравцеві було надано велику свободу дій. На розробку проектної документації пішло півроку. Найбільше на гру вплинули такі рольові системи, як AD&D, GURPS, Warhammer і TORG. Розробники намагалися створити ігровий інтерфейс так, аби керування можливо було здійснювати лише за допомогою миші. Сюжет гри створював Боярський, він же робив ескізи основних персонажів на основі архівних матеріалів Громадянської війни. Концепцію взаємодії магії та технології розробляв Джейсон Андерсон. Технічну реалізацію проекту було покладено на Тіма Кейна — він займався програмуванням та оформленням рольової системи, розробляв елементи користувацького інтерфейсу, а також працював над рушієм гри та штучним інтелектом персонажів. Посади програмістів займали Джессі Рейнолдс і Стів Морет, тестуванням займалася Тіффані Чу. Кейн розповідав, що, оскільки команда розробників була невеликою, то в ній не було чіткого розподілу обов'язків — кожен робив внесок у визначений аспект майбутньої гри. Так, наприклад, у створенні вступного ролика, анімації та діалогів брала участь менеджер Шерон Шеллман, хоча її офіційним обов'язком було управління компанією Troika. Всього на розробку гри пішло два роки. За словами розробників, компанія-видавець Sierra Entertainment була серйозно зацікавлена у випуску гри Arcanum та протягом розробки не диктувала своїх умов стосовно того, якою врешті-решт має вийти гра.
Ще до випуску гри Тим Кейн казав, що Arcanum відноситься до тих ігор, які насамперед представляють гравцям свій світ, а потім сюжет, який розгортається у цьому світі. Він порівнював світ із толкієністським фентезі, але уточнив, що в цьому випадку має місце промислова революція. Кейн також вважав, що можливість створення різних персонажів, на кожного з яких мешканці ігрового світу реагуватимуть по-різному, надасть грі реіграбельності, та згадував про заплановане продовження оригінальної гри, проте деталі не розкривалися. Розповідаючи журналістам про створення ігрового світу, розробник казав: «Уся гра Arcanum є відповіддю на головне запитання — чому дія фентезі-ігор завжди розгортається у середньовічний період? Іншими словами, нам було цікаво, чому промислова революція ніколи не відбувалася у сетингах AD&D, Forgotten Realms чи в Середзем'ї Толкієна». Кажучи про жанрову приналежність гри, Леонард Боярський вважав, що жанр не можна чітко визначити як стімпанк, відзначивши наявність в Arcanum парових технологій за відсутності елементів панку. При створення побічних квестів розробники намагалися зробити їх якнайцікавішими — Тім Кейн сподівався, що гравці зможуть зрозуміти психологічну мотивацію персонажів, які пропонують головному героєві додаткове завдання. У грі є посилання до раніше створеної Fallout — двоголова корова, що знаходиться в музеї Таранта, є копією браміна з сетингу Fallout.

### Випуск
Анонс гри відбувся 4 жовтня 1999 року. На початку 2000 року гру було продемонстровано на виставці E3, де привернула увагу глядацької аудиторії та викликала позитивну реакцію. 8 травня 2000 року компанією Sierra Studios було відкрито сайт гри, що містив основну інформацію про саму гру, новини, скріншоти, концепт-арт та інше. Пізніше на сайт компанії було викладено тизер гри Arcanum, доступний для завантаження в кількох форматах. Як орієнтовну дату випуску розробники зазначали вересень 2000 року, і саме тоді розпочалося публічне бета-тестування гри. Проте пізніше дату випуску було перенесено на лютий 2001 року. Перенесення виходу було пов'язано з бажанням розробників скоригувати майбутню гру — Боярський розповідав, що після бета-тестування було перероблено систему обміну предметами, виправлено параметри деяких навичок (зокрема, злодійських), допрацьовано екрани інтерфейсу та виправлено багато програмних помилок. Пізніше дату виходу було знову перенесено вже на вересень 2001 року. Причиною повторного перенесення було бажання компанії-видавця здійснити світовий реліз гри за один день.
На початку 2001 року вийшла демонстраційна версія гри. 21 серпня 2001 року відбувся офіційний випуск гри Arcanum у США. Після випуску виявилося, що гра несумісна з деякими відеокартами (наприклад, Voodoo2) та драйверами (наприклад, Detonator3 від NVIDIA). Більше того, ігровий захист від нелегального копіювання SecuROM мала програмні конфлікти з деякими звуковими платами та приводами CD-ROM. Така несумісність разом із численними помилками призвела до того, що гра зазнала серйозної критики з боку ігрової преси. Серед конкретних помилок зазначалися періодичні збої, раптове зникнення предметів (зокрема квестових, падіння яких на землю могло призвести до провалу додаткового завдання) і часті зависання. Компанія-видавець Sierra Studios 31 серпня 2001 року випустила патч, призначений для усунення програмних помилок. Пізніше компанією було випущено ще декілька офіційних патчів, останній з яких оновлював гру до версії 1.0.7.4 та мав сумісність з виданнями гри англійською, німецькою та французькою мовами. До гри було розроблено ще декілька модификацій, одна з яких підвищувала максимальний рівень розвитку персонажа з 50 до 127. Попри те, що після випуску гра увійшла до бестселерів, в подальшому вона не мала комерційного успіху — на території США було продано 234 тис. екземплярів гри, а загальний прибуток від продажів склав 8,8 млн доларів. Низький рівень продажів гри Arcanum став однією з причин фінансової кризи Troika Games, що призвів до її закриття.
У комплекті зі грою поставлялася програма-редактор Arcanum World Editor, яка дозволяла гравцям створювати власні карти, кампанії та персонажів. Редактор підтримує можливість спільного створення карт по локальній мережі, впровадження у гру нових звукових і відеофайлів, зміни різних ігрових параметрів. Публічно демонструючи дану програму, Кейн показав можливість швидкого та простого створення з її допомогою невеликого підземелля. У серпні 2000 року права на програму придбала американська компанія Wizards of the Coast. 28 січня 2010 року гра стала доступна на сервісі GOG.com у форматі DRM-free.

## Музика
Саундтрек гри Arcanum було створено композитором Беном Гуджем, який також створював звукові ефекти для самої гри. Основна частина музики відноситься до жанру струнний квартет, але також містить звуки ударних інструментів і мелодії у стилі ембієнт. Струнний квартет було виконано симфонічним оркестром Сіетла, записано у червні 2000 року та опубліковано в Інтернеті для вільного завантаження. У створенні музики також брали участь Леонід Кейлін, Кеті Стерн, Вінсент Комер та інші. Декілька треків було записано на CD, який ішов у комплекті з травневим випуском журналу Computer Gaming World за 2001 рік. Музика зі гри Arcanum увійшла до програми симфонічного ігрового концерту, що пройшов у Лейпцигу 17 серпня 2005 року.
Бен Гудж розповідав, що ідея протиставлення магії та технології здалася йому цікавою, й він довго думав про те, як краще відобразити даний контраст у музиці. Після узгодження зі співробітниками Troika Games він вирішив вдатися до анахронізму — виконати композиції у стилях Середньовіччя, Відродження та старовинної музики за допомогою інструментів Вікторіанської епохи. Серед композиції, що найбільше йому запам'яталися, композитор виокремив «Загибель Зефіру» (англ. The Demise of the Zephyr), «Доручення Редкліффа» (англ. Radcliffe's Commission), «Тулла» (англ. Tulla) та «Села» (англ. Villages). Гудж також повідомив, що саундтрек гри став одним з його найбільших проектів, а остаточний варіант музики йому дуже сподобався.
В огляді RPGPlanet музичний супровід було названо «дійсно унікальним». Говорилося, що звуки віолончелей і скрипок навівають атмосферу промислової революції, в період якої і розгортається дія всієї гри. На сайті Game Ost відзначалася схожість композицій між собою. Разом з тим підкреслювалося, що музика створює атмосферу загадкового світу та може сподобатися любителям класики. Оглядач GSoundtracks підкреслив відповідність музичного супроводу періоду Європи XVIII століття.
Автор музики Бен Гудж. 
| Arcanum Soundtrack | Arcanum Soundtrack       | Arcanum Soundtrack |
| #                  | Назва                    | Тривалість         |
| ------------------ | ------------------------ | ------------------ |
| 1.                 | «Arcanum»                | 2:35               |
| 2.                 | «Demise of the Zephyr»   | 1:31               |
| 3.                 | «Wilderness»             | 2:10               |
| 4.                 | «Tarant»                 | 2:05               |
| 5.                 | «The Tarant Sewers»      | 2:12               |
| 6.                 | «Caladon»                | 2:37               |
| 7.                 | «The Caladon Catacombs»  | 2:54               |
| 8.                 | «Dungeons»               | 2:58               |
| 9.                 | «Battle at Vendigroth»   | 1:32               |
| 10.                | «Tulla»                  | 3:09               |
| 11.                | «Towns»                  | 1:59               |
| 12.                | «The Isle of Despair»    | 2:25               |
| 13.                | «Mines»                  | 2:39               |
| 14.                | «Cities»                 | 2:18               |
| 15.                | «Radcliffe's Commission» | 1:33               |
| 16.                | «The Vendigroth Wastes»  | 3:03               |
| 17.                | «Villages»               | 2:44               |
| 18.                | «Quintarra»              | 1:54               |
| 19.                | «The Wheel Clan»         | 2:04               |
| 20.                | «The Void»               | 2:07               |
| 21.                | «Kergahn's Castle»       | 2:25               |
| 22.                | «In Memoriam» (бонус)    | 2:45               |
| 50:58              |                          |                    |

## Критика
| Агрегатор    | Оцінка               |
| ------------ | -------------------- |
| GameRankings | 77.93 % (38 оглядів) |
| Metacritic   | 81/100 (24 огляди)   |

| Видання                  | Оцінка |
| ------------------------ | ------ |
| 1Up.com                  | C+     |
| AllGame                  | [ 23 ] |
| Computer and Video Games | [ 27 ] |
| GameRevolution           | B—     |
| GameSpot                 | [ 30 ] |
| GameZone                 | [ 93 ] |
| IGN                      | [ 94 ] |
| PC Gamer (США)           | [ 95 ] |
| PC Zone                  | 84 %   |
| ЛКИ                      | 93 %   |

| Видання     | Оцінка |
| ----------- | ------ |
| Домашний ПК | 98/100 |

На агрегаторах GameRankings і Metacritic середній бал гри на основі декількох рецензії сягнув 77.93 % і 81 % відповідно. Редакціями сайтів IGN і GameZone грі було присвоєно звання «Вибір редакторів» (англ. Editors' Choice). Журналом «Мир фантастики» гра було віднесено до найвідоміших творів у жанрах фентезі та стімпанку (серед аналогічних всесвітів згадувалися також Soulbringer, Warhammer 40,000 та Final Fantasy); редакція також внесла гру до списку 100 найкращих фантастичних ігор. Гра посіла третє місце в номінації «Найкраща RPG» 2001 року журналу «Игромания».
Вже на стадії анонсування представники ігрової преси казали про те, що розробникам вдалося представити старіший жанр відеоігор — фентезійну рольову гру — в цілком новому світлі. Вони відзначали наявність схожих рис між Arcanum і Fallout. На думку представника порталу новин Daily Radar, Arcanum «є своєрідним протистоянням між Жулем Верном і Джоном Рональдом Руелом Толкіном». Позитивний відгук про гру було залишено критиком газети Нью-Йорк Таймс Чарльзом Герольдом, який називав гру «амбіційною» та «вражаюче просторою». Одним з основних аспектів гри кореспонденти IGN називали її багатогранність.
Думки про графіку серед рецензентів розійшлися. Так, Кристофер Аллен в огляді сайту Allgame відніс графіку до одного з сильних боків гри, назвавши її якісною, тоді як оглядач сайту Computer and Video Games, навпаки, зарахував «жахливу», за його словами, графіку до негативних рис. Представники ресурсу IGN визнали візуальний стиль гри застарілим, пласким і розмитим, хоча й обмовилися, що портрети персонажів виглядають досить добре.
Кажучи про сюжет, рецензенти 1UP.com відзначали велику кількість сюжетних поворотів і ходів, що створюють «справжню таємницю». Редакція IGN залишила позитивний відгук про атмосферність сюжетної лінії. Позитивним моментом гри Arcanum Карл Салмінен визначив сюжетну лінію та загальну атмосферу, які, на його думку, в сукупності відіграють важливу роль у будь-якій грі. Позитивно відгукнувся про сюжетну лінію, діалоги Та загальну концепцію гри і Володимир Горячов: за його словами, вони «видають гострі пера майстрів з багаторічним дизайнерським стажем».
Рольова система заслужила переважно позитивні відгуки. Представники ресурсу 1UP.com назвали систему створення персонажа «неймовірно багатою та тонкою». Позитивно оцінили її й оглядачі IGN, позначивши її як «одну з найкращих у рольових іграх». Алан Дайкс відзначав, що рольова система дотримується основних правил настільної Dungeons & Dragons.
Критики зазнала бойова система гри. Як претензії висловлювалася незбалансованість, швидкість (зокрема, на сайті Eurogamer говорилося, що в режимі реального часу вороги рухаються так швидко, що гравець не встигає наводити на них курсор) і надмірна спрощеність. Редакція сайту 1UP.com залишила негативний відгук про поведінку супутників у бою. Битви було названо «такими, що спантеличують». За словами оглядачів, «єдине важливе рішення, яке гравець приймає в момент бою — вибрати йому покроковий режим або режим реального часу». Крістофер Аллен хоча й висловився позитивно про штучний інтелект неігрових персонажів, однак поскаржився на те, що супутники мають звичку «кидатися в бій попри все», змушуючи гравця постійно рятувати їх. Рецензенти IGN негативно оцінили режим боя в реальному часу, названий ними «лихоманковим, дратівливим і майже безкорисним». Негативно відгукнувся про бої також і рецензент GameSpot Грег Касавін, назвавши їх «жахливими» та «такими, що смішно виглядають».
Концепцію протиборства магії та технології було позитивно оцінено критиками. В огляді сайту Computer and Video Games фігурує думка, що ігровий проект Arcanum виділяється з-поміж інших рольових ігор саме завдяки протиборству магії та технології. Джейсон МакАйзек в огляді The Electric Playground зарахував сукупність технології та науки з елементами фентезі до позитивних рис гри. Карл Салмінен хоча й назвав концепцію злиття магії та технології оригінальною й унікальною, але обмовився, що її представлено у не найкращому вигляді.
Редакція сайту 1UP.com відзначала велику кількість недоліків, які позбавляють гравця задоволення від гри. Карти міст було названо «головною біллю» — критики вирішили, що гравець буде змушений ходити від одних дверей до інших у пошуках того персонажа, від якого він отримав завдання. Негативні відгуки також було висловлено про систему торгівлі, систему прокладення маршруту по місту, неможливості відпочинку на території підземель (навіть у кімнатах з ліжками). Гра отримала оцінку C+.
Крістофер Аллен на сайті Allgame оцінив гру чотирма балами з п'яти. Він казав, що ігровий процес є сумішшю нового та уже знайомого. Відзначалася схожість зі грою Fallout — на думку Аллена, «прихильники Fallout одразу побачать внесок Тіма Кейна у гру». Оглядач серед сильних боків гри виділяв майстерне поєднання звукових ефектів і музики. Можливість сполучати предмети та створювати з них потужну зброю було названо революційною. Він також повідомляв, що брак очок розвитку перешкоджає створенню універсальних персонажів. У підсумку Аллен писав, що інновації та сюжетна лінія, представлені у грі Arcanum, можуть зайняти навіть просунутих гравців на деякий час. Хоча гра й не бездоганна, вона, на думку критика, превосходит більшість аналогів і має міцні позиції у галузі пригодницьких фентезійних ігор.
Оглядач сайту Computer and Video Games писав, що Arcanum не можна назвати рольовою грою для початківців — «хоча інтерфейс системи створення персонажа дружній, новачкам краще спробувати щось простіше». Проводячи порівняння між Arcanum і Planescape: Torment, рецензент відмітив, що території міст у першій грі значно більше за площею, ніж у Planescape, проте в Arcanum персонажі не такі цікаві та забавні. Негативними якостями рецензент назвав «місцями незграбний інтерфейс і непідконтрольних союзників». У підсумку було сказано, що хоча на вигляд гра не дуже добра, але завдяки геймплею заслуговує на увагу.
Редакція ресурсу IGN оцінила гру Arcanum в 8,7 балів з 10. Відзначалося, що через велику кількість можливих варіантів дій гра може спочатку здатися складною. Ігровий інтерфейс було позначено «не надто інтуїтивним» — на его опанування, на думку критиків, гравцям знадобиться деякий час; разом з тим відзначалося його непогане оформлення з графічної точки зору. Оглядачі також говорили, що рідкісні звукові ефекти компенсуються першокласним озвучуванням персонажів, а саундтрек прекрасно личить атмосфері стімпанку. У підсумку повідомлялося, що Arcanum однозначно не ідеальна, але тем не менше це «чудова» рольова гра, здатна багато запропонувати гравцеві. Річард Айхоші висловив позитивну думку про гру Arcanum, назвавши її «насиченою, багатою та нелінійною рольовою грою».
Грег Касавін на сайті GameSpot також відзначав схожість між Fallout і Arcanum, яка, зокрема, полягає в наявності відкритого світу та свободи дій. Найбільш запам'ятовуваною рисою гри Arcanum оглядач назвав її сетинг. Касавін також казав про те, що малий простір огляду навколо персонажа робить систему навігації незручною. Рецензент вирішив, що жодну одну деталь у грі не можна назвати особливо вдалою. Змішаного відгуку критика заслужив музичний супровід, «що навіює приємний настрій», але разом з тим «обмежений та іноді нудний». У підсумку оглядач повідомив, що гра Arcanum не личитиме кожному охочому, оскільки багато її важливих деталей недостатньо відшліфовані, але тем, хто серйозно захоплюється рольовими іграми, вона може сподобатися.
Карл Салмінен в огляді Ars Technica писав, що Arcanum — епічна рольова гра у традиціях Baldur's Gate. Ігровий інтерфейс критик назвав «незграбним і старомодним». Серед інших недоліків від відзначив незручне використання навичок і заклинань, часто повторювані предмети інтер'єру, розмите довкілля, слабкі звукові ефекти. Він відзначав тривалий ігровий процес і з цього приводу писав:
|  | Запасіться їжею, свіжою водою та подушкою, тому що якщо ви хочете пройти Arcanum до кінця, то це займе багато часу. Оригінальний текст (англ.) Get some rations, fresh water and a cozy pillow, because if you want to play Arcanum through to the end, it's gonna take a long time. |

Він вирішив, що завзяті любителі рольових ігор визнають цю особливість перевагою гри, а звичайні гравці — недоліком. У підсумку оглядач сказав, що в цілому Arcanum можна визначити як добру гру. Вона, згідно з думкою Салмінена, має все необхідне для любителів рольових ігор, однак навряд чи сподобається тим, хто надає перевагу жвавим і наповненим діями іграм на кшталт Diablo.
Оглядач The Electric Playground висловив думку, що технологічний аспект ігрового процесу Arcanum є найцікавішим. До позитивних моментів він відніс різноманіття геймплею та його тривалість, а також підтримку мультиплеєра; до негативних — застарілу графіку. Рецензент казав, що у грі присутні всі види соціальної взаємодії, а завдяки великій кількості діалогів грати цікаво як дипломатом, так і «повним ідіотом». Він також відзначав, що через відсутність обмежень гравець може забути про основне завдання. Оцінка гри склала 9/10.
Володимир Горячов на сайті Absolute Games недоліками гри визначив малу кількість отримуваних при досягненні нового рівня очок розвитку, недоробленість інтерфейсу, а також штучний інтелект оточуючих персонажів. Окремо рецензент похвалив музичний супровід гри, створений Беном Гуджем. У підсумку Горячов назвав гру Arcanum найкращим проектом літа 2001 року.